# Marc Hornschuh
Marc Hornschuh (Dortmund, 2 maart 1991) is een Duits voetballer die als centrale verdediger speelt. Hij verruilde het tweede elftal van Hamburger SV in 2021 voor FC Zürich.